# Dana Zátopková
Dana Zátopková (dekliški priimek Ingrová), češka atletinja, * 19. februar 1922, Fryštát, Češkoslovaška, † 13. marec 2020, Praga.
Nastopila je na poletnih olimpijskih igrah v letih 1948, 1952, 1956 in 1960, leta 1952 je osvojila naslov olimpijske prvakinje v metu kopja, leta 1960 srebrno medaljo, leta 1956 je bila četrta, leta 1948 pa sedma. Na evropskih prvenstvih je osvojila dva zaporedna naslova prvakinje v letih 1954 in 1958. 1. junija 1958 je postavila svetovni rekord v metu kopja s 55,73 m, veljal je skoraj dva meseca. 